# 278 TCN
278 TCN là một năm trong lịch La Mã.